# Kim Duk-soo
Kim Duk-soo est un musicien sud-coréen. Né en 1952 à Daejeon en Corée du Sud, il est l’un des représentants de la musique traditionnelle de Corée du Sud.

## Biographie
enfant de la balle, son père est musicien dans une des dernières troupes ambulantes de saltimbanques, « Namsadang »
À l’âge de 7 ans, il est devenu le plus jeune lauréat du prix du président et a eu la réputation de l’enfant prodige de Changgu (tambour sablier). Il a appris la technique et la théorie de la musique traditionnelle au lycée national des arts traditionnels coréens de Séoul.
En 1978, il forme Samulnori, un groupe de musiciens. Il donne 5 500 représentations dans le monde entier.
Samulnori devient très vite un substantif désignant ce genre, renouveau de musiques et traditions populaires qui avaient failli disparaître à la suite de l’occupation japonaise et de la guerre de Corée.
En 1993, il crée une association pour l’entraînement de jeunes. Et il consacre son énergie à la collaboration avec le jazz, l’orchestre, le danse, et le théâtre.
En 1998, il se produit avec Samulnori au Festival d’Avignon. À cette occasion, il rencontre Ariane Mnouchkine et le Théâtre du Soleil. S’ensuit une collaboration pour le spectacle « Tambours sur la digue », Samulnori déléguant un Musicien (Han Jae-Sok) durant 6 mois pour former les acteurs de la compagnie. Samulnori se produit ensuite plusieurs fois à Paris sur la scène du Théâtre du Soleil, France culture enregistrant le concert de 2003.

## Œuvres
- percussions et voix de Corée
- Vie SXL à Tokyo
- Samurunori : record Of changes
- Nanjang :  a new horizon

## Distinction
- Prix de la culture asiatique de Fukuoka en 2007